# Стадіон «Динамо» імені Валерія Лобановського
Стадіо́н «Дина́мо» і́мені Вале́рія Лобано́вського — футбольний стадіон у Києві, домашня арена футбольного клубу «Динамо» (Київ). Названий на честь багаторічного наставника команди Валерія Васильовича Лобановського. Вміщує 16 873 глядача, за кількістю місць є другим найбільшим стадіоном Києва після Національного спорткомплексу «Олімпійський». Розташований у центрі Києва по вулиці Михайла Грушевського, 3, неподалік від станції метро «Майдан Незалежності». Комплекс стадіону «Динамо» імені Лобановського є пам'яткою архітектури та історії місцевого значення.

## Історія

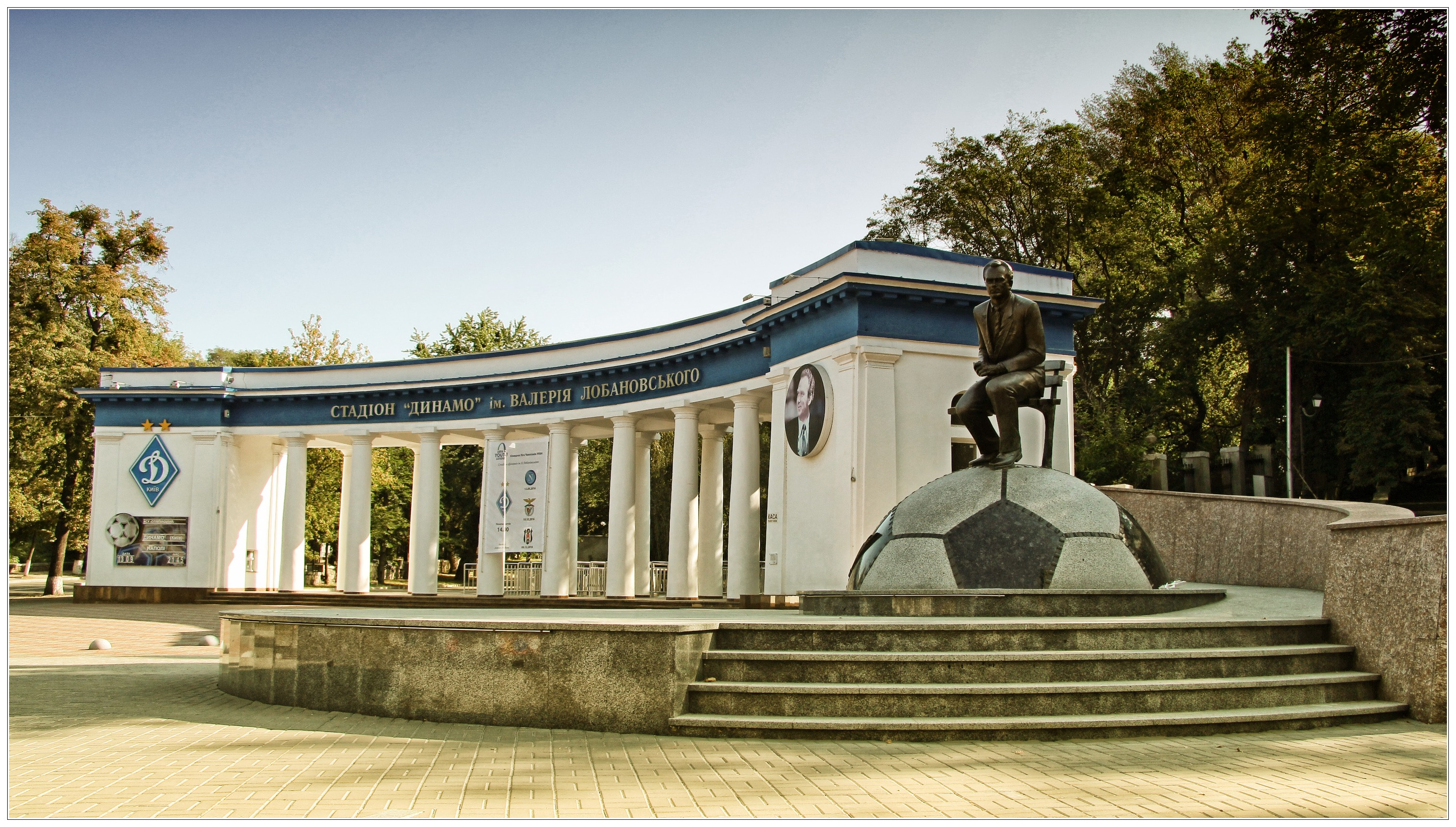
Головний вхід

У перші роки після заснування київське «Динамо» не мало власного стадіону: головні матчі відбувалися на Червоному стадіоні, найбільшій на той час арені міста, а тренування проходили на спортивному майданчику в Першотравневому парку. У 1930 році товариство «Динамо» отримало підтвердження від Комітету господарства УСРР про будівництво замість оранжерей поблизу зазначеного спортивного майданчика нового стадіону.
Будівництво стадіону розпочалося 1931 за проєктом інж.-арх. П. Ржечицького. За два роки були виконані основні роботи щодо загального розпланування комплексу стадіону і насамперед спортивного ядра з футбольним полем та біговою доріжкою. Зведення наступних окремих споруд на його території велося у 1934–36 за проєктами цивільного інж.-арх. В. Осьмака та арх. В. Беспалого (головне спортивне ядро), арх.-худ. Н. Манучарової та арх. В. Поліщука (головний вхід), арх.-худ. Й. Каракіса (ресторан «Динамо») та ін. Арена будувалася силами в'язнів та самих киян, яких залучали на так звані недільники.
Відкриття стадіону, яке кілька разів відкладали через голод, відбулося 12 червня 1933 року. Матчем-відкриттям став фінальний поєдинок всеукраїнської Динаміади між командами Києва та Харкова, який київські динамівці виграли з рахунком 2:1. Цю гру відвідало 45 000 осіб при вдвічі меншій кількості глядацьких місць, оскільки було оголошено про можливість придбати деякі продукти в буфетах стадіону. Арена, збудована за зразком берлінського стадіону, отримала ім'я наркома внутрішніх справ Всеволода Балицького та мала 18 000 сидячих місць, частина яких знаходилася під дерев'яним навісом.
У 1936 році завершили роботи на колонадою при головному вході. Архітектори — Н. Д. Манучарова та В. І. Поліщук. Після перенесення столиці республіки з Харкова до Києва (у 1934) споруда отримала назву Всеукраїнський стадіон «Динамо» імені Балицького. У середині 1930-х років стадіон «Динамо» носив імена спочатку наркома (народного комісара) Всеволода Балицького, а потім — члена ЦК ВКП(б) Миколи Єжова. Після 1937-38 рр. і Балицький і Єжов були оголошені зрадниками та «ворогами народу». Балицького розстріляно. Назва стала просто Всеукраїнський стадіон «Динамо».
Під час Другої світової війни на стадіоні виступали лише німецькі команди, від чого в народі його стали називати Німецький. Від 1945 до 1949 року «Динамо» (Київ) грало тут більшість своїх домашніх ігор. Після 1949 року команда переїжджає на Республіканський стадіон.
З 1956 року на стадіоні грали дублери та другі команди «Динамо». Ґрунтовну реконструкцію стадіон пройшов перед Олімпіадою-80. Ігор тут не проводили, проте спортсмени використовували цю арену для тренувань. Останньою великою перебудовою стало встановлення пластикових сидінь та усунення легкоатлетичних доріжок. Тому з 1990-х років «Динамо» (Київ) проводило на арені ігри Кубка УЄФА та кваліфікаційних раундів Ліги чемпіонів. Матчі основної сітки відбувалися на значно більшому НСК «Олімпійський».
15 травня 2002 року, після смерті видатного тренера Валерія Лобановського, київський стадіон «Динамо» названо його іменем.
Зрозуміло, що такий популярний і багатий клуб як «Динамо» повинен мати арену більше як 17 000 місць. Але, як заявили представники клубу, реконструкція та збільшення стадіону неможливі — ґрунт під стадіоном не витримає масивних конструкцій і вся арена «попливе» у бік Дніпра.

## Інфраструктура

Схема розміщення секторів

Стадіон розташований у парковій зоні Києва. З одного боку територія обмежується алеєю Магдебурзького права, з усіх інших — Міським парком. Поле стадіону орієнтоване з північного сходу на південний захід, навколо нього розміщуються трибуни у формі овалу: головна трибуна на відстані до 10 метрів від поля, протилежна до 15, трибуни за воротами до 40 метрів від поля. Пластикові крісла, згідно з кольорами «Динамо», сині та білі, при чому білі сидіння на трибунах утворюють написи «ДИНАМО», «КИЇВ», та «1927», тобто рік заснування футбольного клубу. Головна трибуна — північно-західна — знаходиться на одному рівні з футбольни полем, інші піднято над полем на 2,5 метри. Глядацькі місця розділені на 29 секторів та ложу для преси, нумерація секторів за годинниковою стрілкою починається з головної трибуни. Кожен сектор нараховує від 13 до 23 рядів сидінь. Вздовж усієї головної трибуни простягається будівля клубного офісу, яка зі сторони поля має глядацькі місця для почесних гостей. На даху офісу під час телевізійних трансляцій встановлюються головні телекамери.
Стадіон під час матчів заповнюється через 2 входи: один — головний — зі сторони вулиці Грушевського, інший з Міського парку. Прохід глядачів здійснюється через турнікети, які сканують штрих-код квитка. На сектори головної трибуни вболівальники потрапляють знизу, пройшовши через прохід під 26-м сектором. Вхід на інші сектори здійснюється зверху, дорогу до них виконано у вигляді алеї по периметру глядацьких місць.

### Пам'ятники

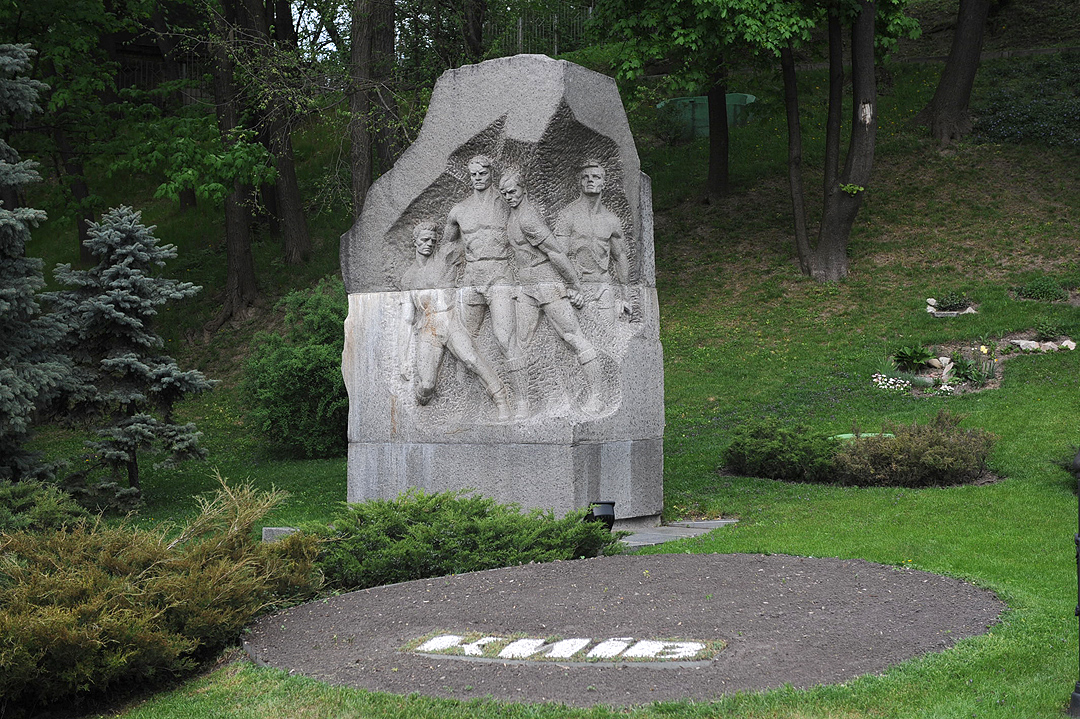
Пам'ятник футболістам київського «Динамо» — учасникам «Матчу смерті»

1971 року на території стадіону встановлено пам'ятник футболістам київського «Динамо», які брали участь у поєдинку відомому як «матч смерті». Скульптура виконана у вигляді стели, на якій висічено чотири постаті футболістів (так званий горельєф). Архітекторами були відомі за проєктами станцій Київського метрополітену В. С. Богдановський та І. Л. Масленков, скульптор І. С. Горовий. Пам'ятник розташований зі сторони службового в'їзду на стадіон, тож більшість вболівальників не має можливості його побачити.
11 травня 2003 року, до перших роковин смерті Валерія Лобановського, йому було відкрито пам'ятник — багаторічний наставник «Динамо» сидить на тренерській лаві та напружено спостерігає за грою. Постамент виконано у вигляді великого футбольного м'яча. Загальна вага композиції становить близько п'яти тонн. Над пам'ятником працював колектив з дев'яти людей під керівництвом архітектора Василя Клименка та скульптора Володимира Філатова. Скульптура розташована між колонадою та головним входом на стадіон.

## Команди та вболівальники

### Команди
Господарем стадіону завжди був футбольний клуб «Динамо». Основний склад біло-синіх проводив тут свої матчі у 1933—1941, 1944—1949 та 1979—1980 роках, а також з 1996 до 2012 року. В інший час на арені грали переважно динамівські дублери.
У Чемпіонаті України деякі клуби з різних причин не завжди могли грати на власних стадіонах, іноді використовуючи динамівську арену для проведення домашніх матчів. Так, «Оболонь» грала тут частину домашніх ігор протягом 2002—2004 років, а «Арсенал» приймав суперників в сезоні 2018—2019.

## Міжнародні матчі
Протягом багатьох років збірна України використовувала стадіон «Динамо» для проведення товариських поєдинків. 2009 року, у зв'язку з реконструкцією НСК «Олімпійський», головна команда країни провела тут дві офіційні гри в рамках відбору на чемпіонат світу, в обох матчах відсвяткувавши перемогу.
| 18-08-1999 | Товариський матч                                       | Болгарія             | 1:1            |  |  |
| 17-04-2002 | Товариський матч                                       | Грузія               | 2:1            |  |  |
| 02-04-2003 | Товариський матч                                       | Латвія               | 1:0            |  |  |
| 11-10-2003 | Товариський матч                                       | Північна Македонія   | 0:0            |  |  |
| 28-04-2004 | Товариський матч                                       | Словаччина           | 1:1            |  |  |
| 15-08-2005 | Турнір пам'яті Валерія Лобановського                   | Ізраїль              | 0:0 (пен. 3:5) |  |  |
| 17-08-2005 | Турнір пам'яті Валерія Лобановського                   | Сербія та Чорногорія | 2:1            |  |  |
| 15-08-2006 | Товариський матч                                       | Азербайджан          | 6:0            |  |  |
| 22-08-2007 | Товариський матч                                       | Узбекистан           | 2:1            |  |  |
| 26-03-2008 | Товариський матч                                       | Сербія               | 2:0            |  |  |
| 10-06-2009 | Чемпіонат світу з футболу 2010 (кваліфікаційний раунд) | Казахстан            | 2:1            |  |  |
| 12-09-2009 | Товариський матч                                       | Туреччина            | 0:3            |  |  |
| 05-09-2009 | Чемпіонат світу з футболу 2010 (кваліфікаційний раунд) | Андорра              | 5:0            |  |  |
| 07-09-2010 | Товариський матч                                       | Чилі                 | 2:1            |  |  |
| 08-10-2010 | Товариський матч                                       | Канада               | 2:2            |  |  |
| 29-03-2011 | Товариський матч                                       | Італія               | 0:2            |  |  |
| 01-06-2011 | Товариський матч                                       | Узбекистан           | 2:0            |  |  |
| 07-10-2011 | Товариський матч                                       | Болгарія             | 3:0            |  |  |
| 22-05-2014 | Товариський матч                                       | Нігер                | 2:1            |  |  |

### Матчімолодіжної збірної України
| Дата       | Турнір              | Суперник           | Рахунок     | Голи                                                                                    |
| ---------- | ------------------- | ------------------ | ----------- | --------------------------------------------------------------------------------------- |
| 03-09-1996 | ТМ                  | Грузія             | 3-1         | Ю. Селезньов, Бабич, Щищенко                                                            |
| 22-03-1997 | ТМ                  | Молдова            | 0-0         |                                                                                         |
| 14-07-1998 | ТМ                  | Польща             | 6-1         | Котов, Венглінський (2), Воробей (2), Дранов                                            |
| 18-08-1998 | ТМ                  | Грузія             | 1-1         | Колчин                                                                                  |
| 04-09-1998 | Відбір до ЧЄ 2000   | Росія              | 1-0         | Дранов 23"                                                                              |
| 13-10-1998 | Відбір до ЧЄ 2000   | Вірменія           | 8-0         | Ящук 5" Зубов 16" 81" Венглінський 42" (п) Воробей 61" Котов 71" Дранов 79" Олійник 88" |
| 30-10-1999 | Відбір до ЧЄ 2000   | Ісландія           | 5-1         | Зубов 45" Олійник 48" Балицький 67" Тимощук 70" Ящук 87" - Гудьонсен 17"                |
| 03-09-1999 | Відбір до ЧЄ 2000   | Франція            | 0-0         |                                                                                         |
| 15-08-2000 | ТМ                  | Литва              | 2-2         | Олексієнко, Бєлік                                                                       |
| 01-09-2000 | Відбір до ЧЄ 2002   | Польща             | 2-2         | Бєлік 51" Дітковський 90" - Расяк 62" Цісельські 75"                                    |
| 23-03-2001 | Відбір до ЧЄ 2002   | Білорусь           | 1-0         | Монарьов 29"                                                                            |
| 01-06-2001 | Відбір до ЧЄ 2002   | Норвегія           | 1-3         | Олексієнко 13" - Сьогард 6" Джордж 33" 51"                                              |
| 05-06-2001 | Відбір до ЧЄ 2002   | Уельс              | 1-0         | Молокуцько 56"                                                                          |
| 14-08-2001 | ТМ                  | Данія              | 1-0         | Молокуцько                                                                              |
| 11-11-2001 | Відбір до ЧЄ 2002   | Швейцарія          | 1-2         | Воронін 71" - Фрай 39" Мюфф 90"                                                         |
| 11-10-2002 | Відбір до ЧЄ 2004   | Греція             | 1-1         | Лисицький 14" - Пападопулос 10"                                                         |
| 28-03-2003 | Відбір до ЧЄ 2004   | Іспанія            | 0-0         |                                                                                         |
| 08-10-2004 | Відбір до ЧЄ 2006   | Греція             | 1-0         | Алієв                                                                                   |
| 29-03-2005 | Відбір до ЧЄ 2006   | Данія              | 0-1         |                                                                                         |
| 12-05-2006 | Кубок Лобановського | Білорусь           | 3-3, п. 3-5 | Фещук 8', 10', Алієв 36' - Павлючек 19', 23', 90+3'                                     |
| 01-06-2007 | Відбір до ЧЄ 2009   | Туреччина          | 1-2         | Фомін 5" - Чижов 50" (а) Шахін 85"                                                      |
| 21-08-2007 | Кубок Лобановського | Ізраїль            | 1-1, п. 4-5 | Морозюк 77' - Шехтер 2'                                                                 |
| 12-08-2009 | Кубок Лобановського | Туреччина          | 1-0         | Морозюк 13'                                                                             |
| 09-10-2009 | Відбір до ЧЄ 2011   | Бельгія            | 1-1         | Зозуля 67" - Муянгі 69"                                                                 |
| 12-10-2010 | Відбір до ЧЄ 2011   | Нідерланди         | 0-2         | Дост 45" Госсенс 57"                                                                    |
| 23-03-2011 | ТМ                  | Ісландія           | 3-2         | Ярмоленко (2), Білий                                                                    |
| 05-06-2011 | ТМ                  | Франція            | 1-1         | Картушов                                                                                |
| 10-08-2011 | Кубок Лобановського | Узбекистан         | 0-0, п. 7-8 |                                                                                         |
| 14-08-2012 | Кубок Лобановського | Словаччина         | 0-0, п. 0-3 |                                                                                         |
| 05-06-2013 | Кубок Лобановського | Австрія            | 0-1         | Вастіч 80'                                                                              |
| 02-06-2015 | Кубок Лобановського | Молдова            | 5-0         | Блізніченко 11', Безбородько 33', Петряк 48', Мишньов 50' (п), Мишенко 59'              |
| 03-06-2015 | Кубок Лобановського | Словенія           | 1-1, п. 5-6 | Юрченко 29' - Захович 77'                                                               |
| 27-05-2016 | Відбір до ЧЄ 2017   | Північна Македонія | 0-2         | Радеський 18" Демірі 56"                                                                |
| 02-06-2016 | Кубок Лобановського | Австрія            | 1-1, п. 5-3 | Данченко 45' - Фрізенбіхлер 89'                                                         |
| 06-06-2017 | Кубок Лобановського | Чорногорія         | 2-1         | Гуцуляк 9', Зінченко 18' - Цмилянич 6'                                                  |
| 08-06-2017 | Кубок Лобановського | Фінляндія          | 0-0, п. 3-5 |                                                                                         |

### Турнір пам'яті Валерія Лобановського(крім матчів збірної України)
| Дата       |                  |            |               |
| ---------- | ---------------- | ---------- | ------------- |
| 14-05-2006 | Ізраїль          | Білорусь   | 2-0           |
| 11-08-2009 | Туреччина        | Німеччина  | 3-1           |
| 11-08-2010 | Росія (U20)      | Іран (U20) | 2-1           |
| 09-08-2011 | Узбекистан (U23) | Сербія     | 1-0           |
| 15-08-2012 | Словаччина       | Чорногорія | 1-1, пен. 7-6 |

### Матчі юнацьких збірних, зокремаюнацької збірної України (U-19)
|    | Дата       | Турнір              |           |     |           |
| -- | ---------- | ------------------- | --------- | --- | --------- |
| 01 | 02-05-2001 | Відбір до ЧЄ 2001   | Україна   | 1-0 | Греція    |
|    | 27-09-2004 | Відбір до ЧЄ 2005   | Польща    | 3-1 | Швейцарія |
| 02 | 27-09-2004 | Відбір до ЧЄ 2005   | Україна   | 0-1 | Молдова   |
|    | 29-09-2004 | Відбір до ЧЄ 2005   | Польща    | 0-0 | Молдова   |
| 03 | 29-09-2004 | Відбір до ЧЄ 2005   | Україна   | 1-0 | Швейцарія |
|    | 01-10-2004 | Відбір до ЧЄ 2005   | Швейцарія | 3-2 | Молдова   |
| 04 | 01-10-2004 | Відбір до ЧЄ 2005   | Україна   | 2-1 | Польща    |
| 05 | 29-05-2018 | Кубок Лобановського | Україна   | 0-1 | Ізраїль   |
| 06 | 31-05-2018 | Кубок Лобановського | Україна   | 1-3 | Греція    |

### Матчі юнацьких збірних, зокремаюнацької збірної України (U-17)
|    | Дата       | Турнір            |         |     |           |
| -- | ---------- | ----------------- | ------- | --- | --------- |
| 01 | 18-10-1995 | Відбір до ЧЄ 1996 | Україна | 1-0 | Грузія    |
|    | 20-10-1995 | Відбір до ЧЄ 1996 | Латвія  | 5-0 | Грузія    |
| 02 | 22-10-1995 | Відбір до ЧЄ 1996 | Україна | 4-0 | Латвія    |
| 03 | 25-09-2001 | Відбір до ЧЄ 2002 | Україна | 2-1 | Італія    |
|    | 27-09-2001 | Відбір до ЧЄ 2002 | Італія  | 3-3 | Туреччина |
| 04 | 27-09-2005 | Відбір до ЧЄ 2006 | Україна | 1-2 | Ірландія  |
| 05 | 29-09-2005 | Відбір до ЧЄ 2006 | Україна | 1-0 | Латвія    |
| 06 | 01-10-2005 | Відбір до ЧЄ 2006 | Україна | 2-2 | Італія    |

### Матчіжіночої збірної України
|    | Дата       | Турнір            |         |     | Суперник  | Голи                                                              |
| -- | ---------- | ----------------- | ------- | --- | --------- | ----------------------------------------------------------------- |
| 01 | 29-08-1993 | Відбір до ЧЄ 1995 | Україна | 0-2 | Росія     | Єгорова 35', Світлицька 44'                                       |
| 02 | 18-09-1993 | Відбір до ЧЄ 1995 | Україна | 2-2 | Румунія   | Фрішко 45', Ігнатович 67' - Нікола 55', Григоре 87'               |
| 03 | 07-06-1998 | Відбір до ЧС 1999 | Україна | 2-1 | Іспанія   | Фрішко 26', Пекур 37' - Торрес 57'                                |
| 04 | 08-08-1998 | Відбір до ЧС 1999 | Україна | 0-5 | Швеція    | Торнквіст 5', Юнгберг 33', Лілья 58', Бенгтсон 68', Аккерфорс 82' |
| 05 | 30-08-1998 | Відбір до ЧС 1999 | Україна | 1-0 | Ісландія  | Міщенко 16'                                                       |
| 06 | 11-10-1998 | Відбір до ЧС 1999 | Україна | 1-1 | Німеччина | Фрішко 50' - Прінц 20'                                            |
| 07 | 17-06-2000 | Відбір до ЧЄ 2001 | Україна | 0-0 | Італія    |                                                                   |

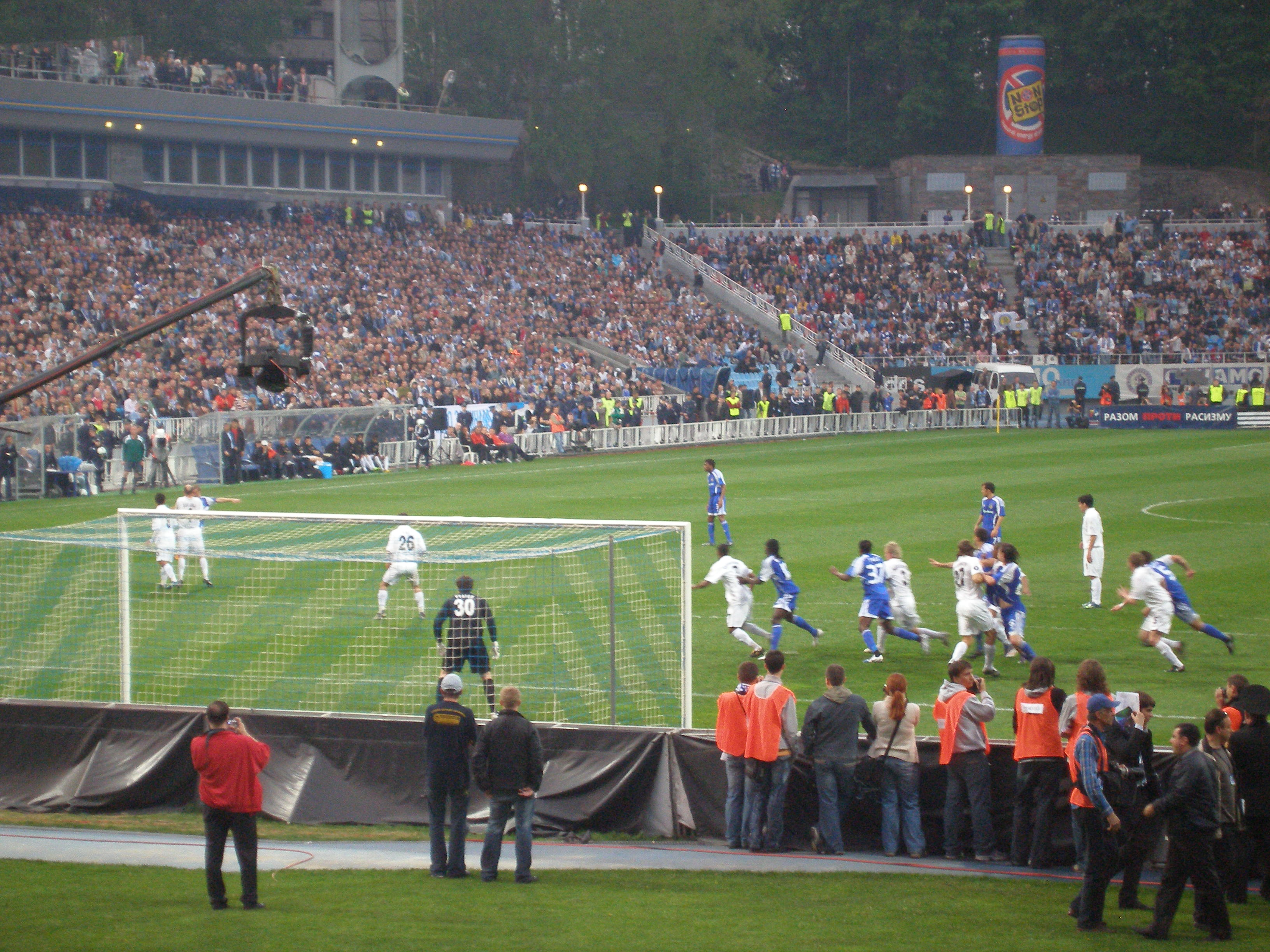
Півфінальний матч Кубка УЄФА 2008/09 при заповнених трибунах

Столичні динамівці до 2008-го року ігри кваліфікації Ліги чемпіонів традиційно проводило на стадіоні імені Лобановського, тоді як матчі групового турніру завжди відбувалися на «Олімпійському».

Київський ЦСКА двічі грав у єврокубках, і через невідповідність власної арени вимогам УЄФА домашні матчі проводив на стадіоні «Динамо».

В серпні 2006 на стадіоні імені Лобановського відбувся матч кваліфікації Ліги чемпіонів між командами «Маккабі» (Хайфа) та «Ліверпуль», проведення якого в Хайфі заборонила УЄФА у зв'язку з конфліктом Ізраїлю та Лівану.
24 травня 2018 року стадіон «Динамо» прийняв фінальний матч жіночої Ліги Чемпіонів в якому французький «Олімпік Ліон» здолав німецький «Вольфсбург» з рахунком 4:1.
| Команда-господар: «Динамо» (Київ)   |                |                            |     |
| 19-09-1979                          | Кубок УЄФА     | ЦСКА «Септемврійско знаме» | 2:1 |
| 07-11-1979                          | Кубок УЄФА     | «Банік»                    | 2:0 |
| 12-12-1979                          | Кубок УЄФА     | «Локомотив» (Софія)        | 2:1 |
| 23-07-1997                          | Ліга чемпіонів | «Баррі Таун»               | 2:0 |
| 27-08-1997                          | Ліга чемпіонів | «Брондбю»                  | 0:1 |
| 22-07-1998                          | Ліга чемпіонів | «Баррі Таун»               | 8:0 |
| 12-08-1998                          | Ліга чемпіонів | «Спарта»                   | 0:1 |
| 04-08-1999                          | Ліга чемпіонів | «Жальгіріс»                | 1:0 |
| 25-08-1999                          | Ліга чемпіонів | «Ольборг»                  | 2:2 |
| 09-08-2000                          | Ліга чемпіонів | «Црвена Звезда»            | 0:0 |
| 21-08-2001                          | Ліга чемпіонів | «Стяуа»                    | 1:1 |
| 31-07-2002                          | Ліга чемпіонів | «Пюнік»                    | 4:0 |
| 28-08-2002                          | Ліга чемпіонів | «Левскі»                   | 1:0 |
| 12-08-2003                          | Ліга чемпіонів | «Динамо» (Загреб)          | 3:1 |
| 10-08-2004                          | Ліга чемпіонів | «Трабзонспор»              | 1:2 |
| 17-02-2005                          | Кубок УЄФА     | «Вільярреал»               | 0:0 |
| 26-07-2005                          | Ліга чемпіонів | «Тюн»                      | 2:2 |
| 02-08-2006                          | Ліга чемпіонів | «Металургс»                | 4:0 |
| 09-08-2006                          | Ліга чемпіонів | «Фенербахче»               | 3:1 |
| 29-08-2007                          | Ліга чемпіонів | «Сараєво»                  | 3:0 |
| 06-08-2008                          | Ліга чемпіонів | «Дрогеда»                  | 2:2 |
| 27-08-2008                          | Ліга чемпіонів | «Спартак» (Москва)         | 4:1 |
| 17-09-2008                          | Ліга чемпіонів | «Арсенал» (Лондон)         | 1:1 |
| 05-11-2008                          | Ліга чемпіонів | «Порту»                    | 1:2 |
| 10-12-2008                          | Ліга чемпіонів | «Фенербахче»               | 1:0 |
| 18-02-2009                          | Кубок УЄФА     | «Валенсія»                 | 1:1 |
| 12-03-2009                          | Кубок УЄФА     | «Металіст» (Харків)        | 1:0 |
| 16-04-2009                          | Кубок УЄФА     | ПСЖ                        | 3:0 |
| 30-04-2009                          | Кубок УЄФА     | «Шахтар»                   | 1:1 |
| 16-09-2009                          | Ліга чемпіонів | «Рубін»                    | 3:1 |
| 04-11-2009                          | Ліга чемпіонів | «Інтернаціонале»           | 1:2 |
| 09-12-2009                          | Ліга чемпіонів | «Барселона»                | 1:2 |
| 27-07-2010                          | Ліга чемпіонів | «Гент»                     | 3:0 |
| 17-08-2010                          | Ліга чемпіонів | «Аякс»                     | 1:1 |
| 16-09-2010                          | Ліга Європи    | БАТЕ                       | 2:2 |
| 04-11-2010                          | Ліга Європи    | «АЗ»                       | 2:0 |
| 15-12-2010                          | Ліга Європи    | «Шериф»                    | 0:0 |
| 24-02-2011                          | Ліга Європи    | «Бешикташ»                 | 4:0 |
| 10-03-2011                          | Ліга Європи    | «Манчестер Сіті»           | 2:0 |
| 07-04-2011                          | Ліга Європи    | «Брага»                    | 1:1 |
| Команда-господар: ЦСКА (Київ)       |                |                            |     |
| 27-08-1998                          | Кубок кубків   | «Корк Сіті»                | 2:0 |
| 17-09-1998                          | Кубок кубків   | «Локомотив» (Москва)       | 0:2 |
| 09-08-2001                          | Кубок УЄФА     | «Йокеріт»                  | 2:0 |
| 20-09-2001                          | Кубок УЄФА     | «Црвена Звезда»            | 3:2 |
| 18-10-2001                          | Кубок УЄФА     | «Брюгге»                   | 0:2 |
| Команда-господар: «Маккабі» (Хайфа) |                |                            |     |
| 22-08-2006                          | Ліга чемпіонів | «Ліверпуль»                | 1:1 |

### Відвідування стадіону

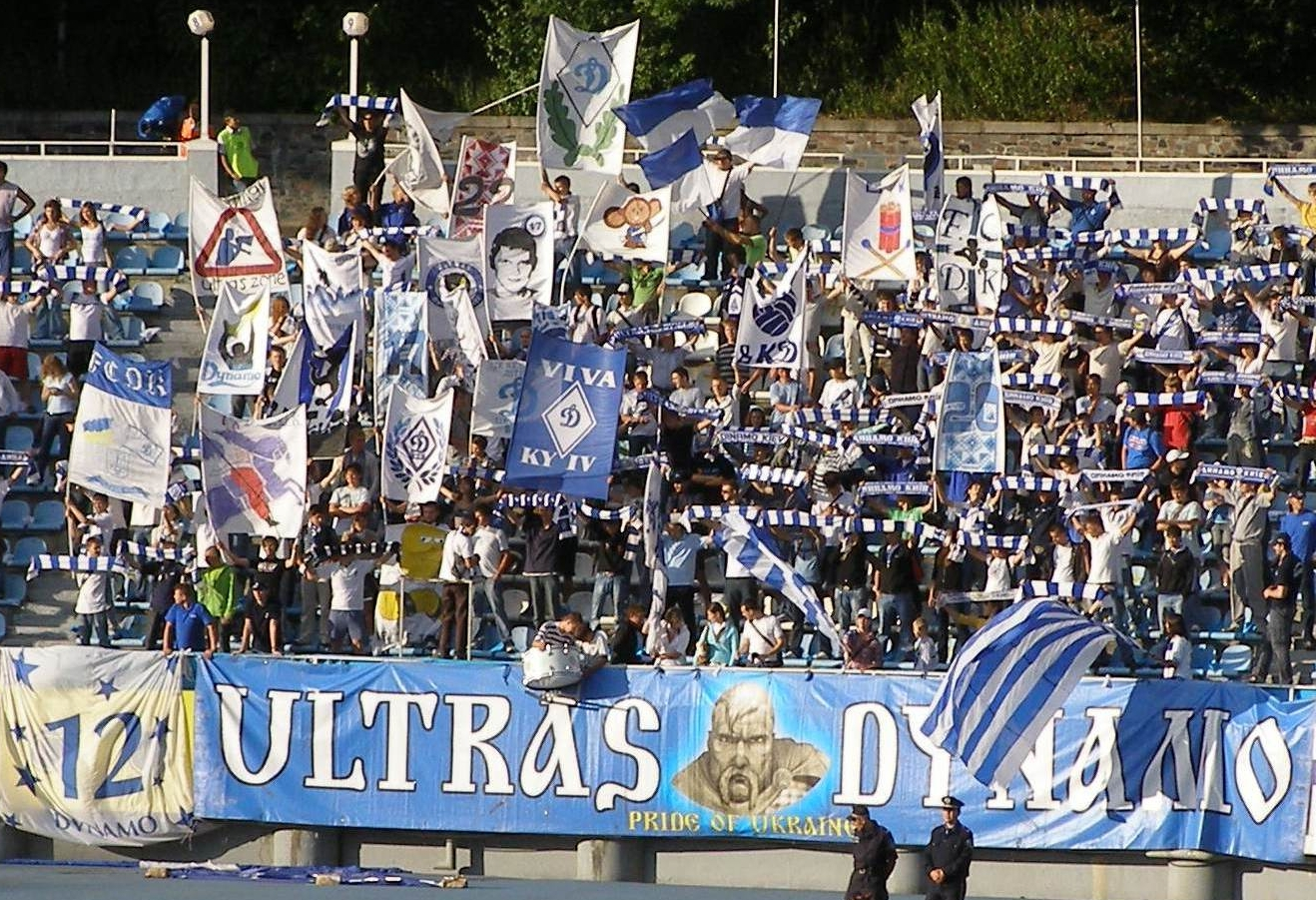
Ультрас київського «Динамо» на стадіоні

Продаж квитків на матч розпочинається зазвичай за тиждень до проведення гри. У сезоні 2011–2012 на матч чемпіонату України за участю «Динамо» квитки коштують від 20 до 50 гривень. Перед початком сезону можна було придбати абонементи на усі матчі «Динамо» на внутрішній арені за ціною від 270 до 675 гривень залежно від місця.

Якщо на матчах чемпіонату України аншлаги є рідкістю, то міжнародні поєдинки створюють великий попит на квитки, і стадіон не в змозі вмістити всіх охочих. Це породжує появу спекулянтів, боротися із якими футбольний клуб неспроможний.
З 2009 року середовище фанатів «Динамо» розділилося на дві частини: члени офіційного фан-клубу уболівають з 8-го та 9-го секторів, а київські ультрас розміщуються на 20-му та 21-му. На цих секторах фанати завжди підтримують команду стоячи. Уболівальникам команди гостей зазвичай виділяють 26-й сектор.

### Інциденти
7 серпня 2011 року під час матчу між «Динамо» та «Карпатами» працівник ФК «Динамо» (Київ) Андрій Саламатов спробував забрати у львівських уболівальників прапор із зображенням Романа Шухевича, після чого був атакований фанатами обидвох клубів та зазнав тілесних ушкоджень. Виявилось, що потерпілий мав українофобські переконання. На тому ж матчі ультрас київського «Динамо» скандували образливий вислів на адресу Віктора Януковича та його прихильників. Обидва інциденти набули широкого розголосу.

## Галерея

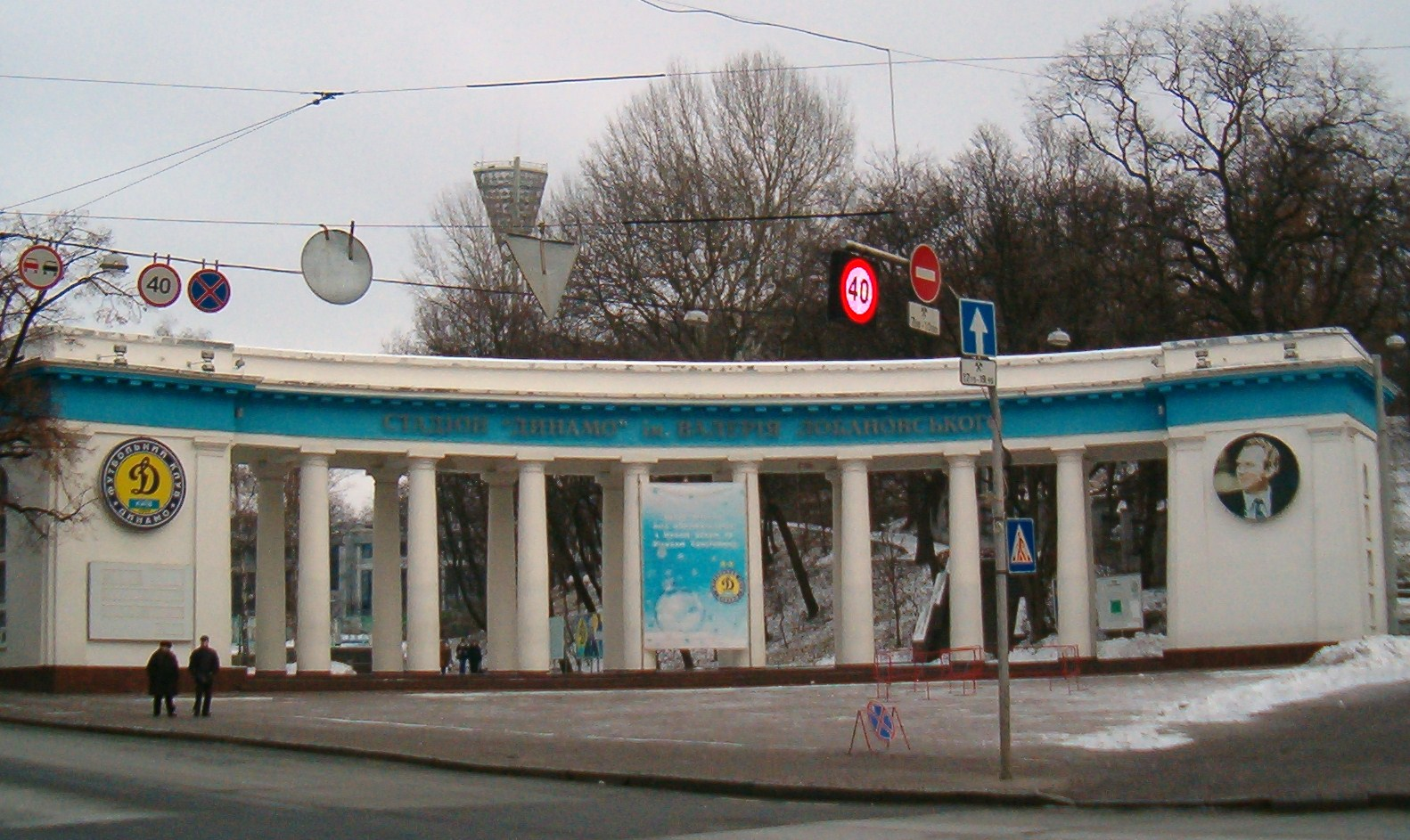
Архітектурна деталь головного входу на стадіон
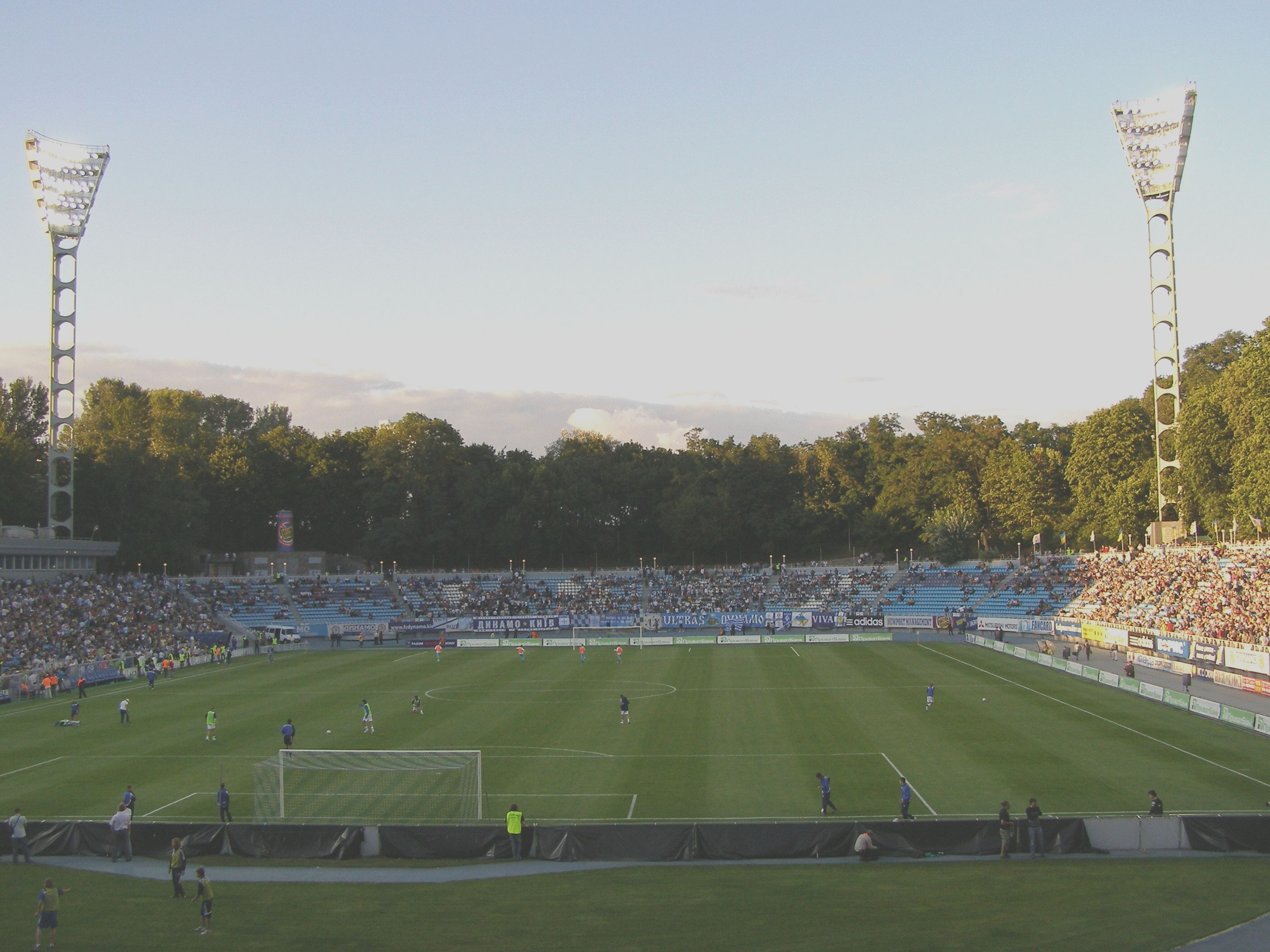
Панорама стадіону вдень
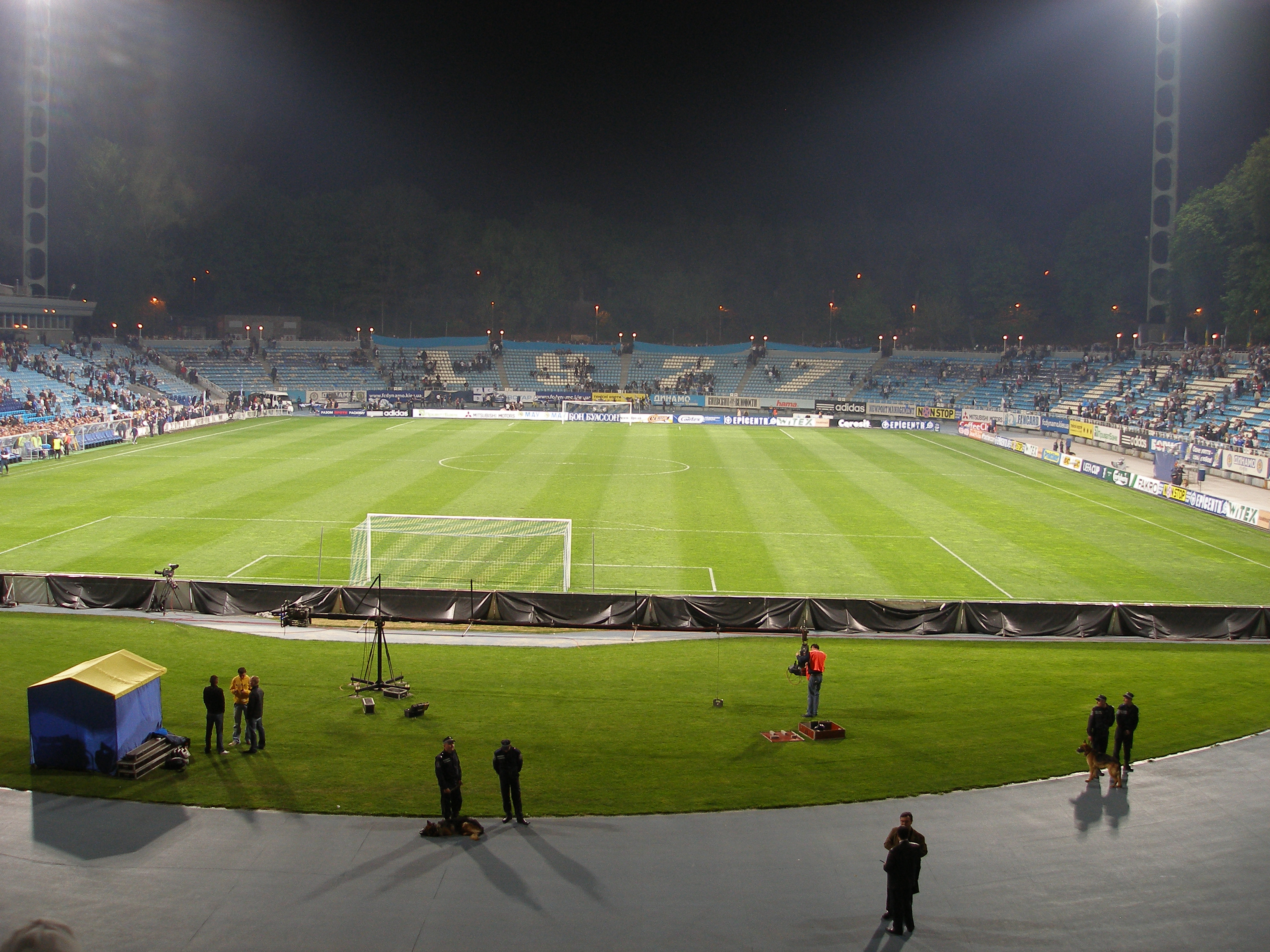
Поле стадіону при штучному освітленні
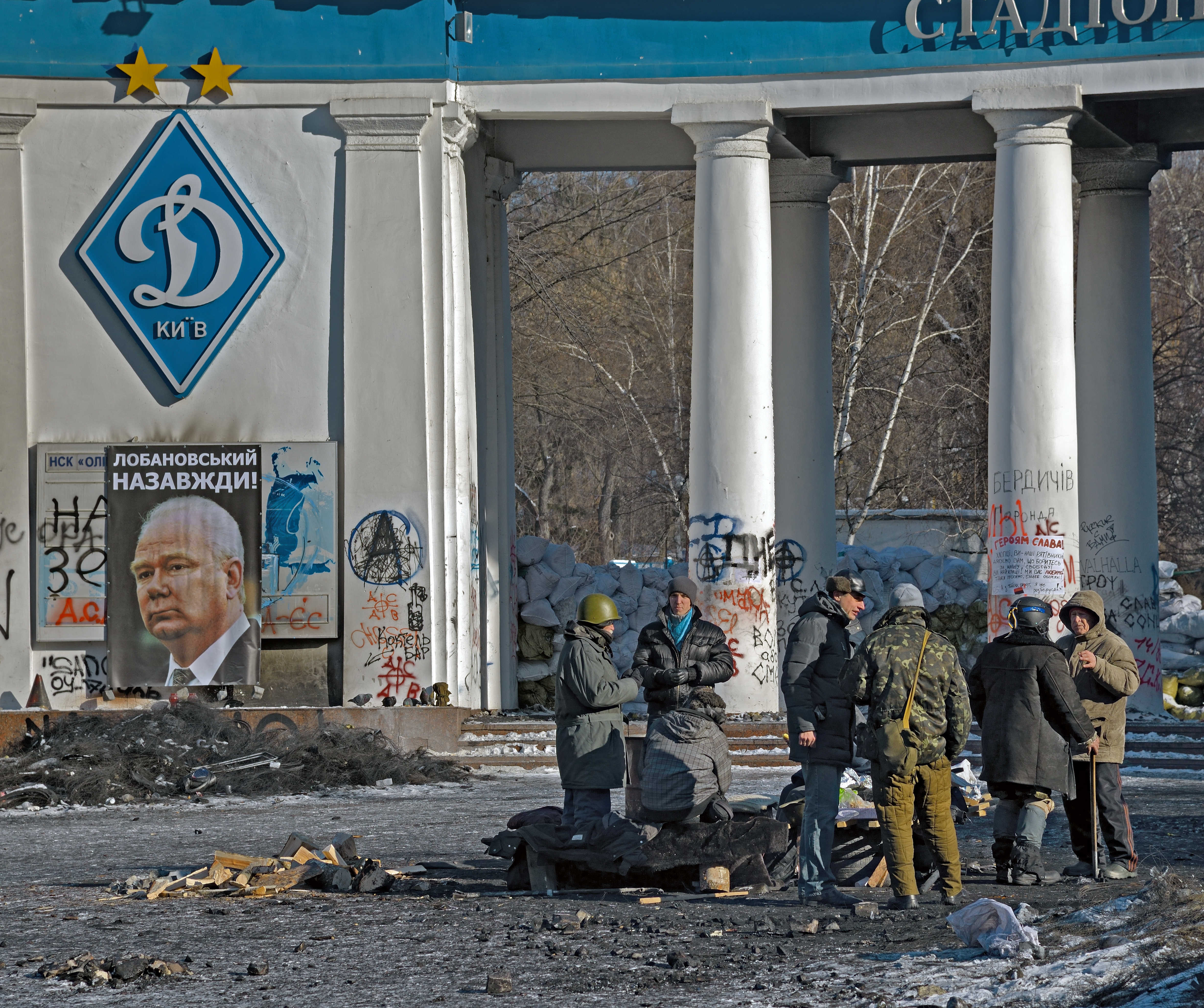
Головний вхід під час Євромайдану 2014